# Grotte des Pigeons
La grotte des Pigeons, ou grotte de Taforalt ou Ifri n Tafoughalt , est un site préhistorique situé au Maroc, près du village de Tafoughalt, dans le massif des Béni-Snassen, dans le Nord-Est du pays. Elle a été signalée pour la première fois en 1908 mais elle n'a connu des fouilles importantes qu'à une époque plus tardive : par Armand Ruhlmann (1944-1947), ensuite par l'abbé Jean Roche (1950-1955, 1969-1977, en 1980 en collaboration avec Jean-Paul Raynal), et enfin depuis 2003 par Abdeljalil Bouzouggar (Institut national des sciences de l'archéologie et du patrimoine, Rabat-Maroc) et Nick Barton (université d'Oxford, Royaume-Uni).
Les fouilles n'ont pas révélé de présence néolithique. Si la grotte fut occupée au Néolithique, les restes de cette habitation auraient été enlevés par l'armée française au début des années 1940 pour faire place à de l'artillerie. Seules les occupations paléolithiques ont été rapportées aussi bien par les anciens travaux que les nouvelles recherches.

### Carte des grottes du Maroc
| \| 100 km1:4 008 000 \| Séfrou Oujda Tanger El Jadida Nador Tétouan Rabat Sidi Ifni Safi Agadir Fès El Hajeb Béni Mellal Marrakech Errachidia Bouarfa Ouerzazat Zag Akka |
| 100 km1:4 008 000 |

## Paléolithique moyen
D'après les fouilles de l'abbé Jean Roche, l'Atérien est précédé par le Moustérien. Mais peu d'indications sont disponibles sur leur date (environ 30 000 ans AP) et sur leur localisation dans le gisement.
Les nouvelles fouilles ont plus mis l'accent sur la précision du cadre stratigraphique, chronologique et paléoenvironnemental. Compte tenu de la complexité de la stratigraphie du remplissage, la cavité a été subdivisée dans un premier lieu en plusieurs secteurs puis dans un second lieu une interprétation de l'ensemble du site a été proposée. Le Paléolithique moyen est principalement identifié dans les secteurs 1 et 2. La plus importante caractéristique de cette période correspond à plusieurs niveaux atériens dont la base date au moins de 82 500 ans AP et le sommet de la séquence est encore difficile à interpréter malgré l'obtention de plusieurs dates, car les objets archéologiques trouvés dans des niveaux sûrs, présentent des caractères à la fois du Paléolithique moyen et du Paléolithique supérieur.
D'après les auteurs des nouvelles recherches dans la grotte des Pigeons à Taforalt, elle a révélé le plus ancien niveau atérien au Maroc contenant des objets de parure (Nassarius gibbosulus) ocrés considérés comme parmi les plus anciens au monde et qui ont été datés par quatre méthodes différentes qui ont fourni un âge de 82 500 ans.

## Paléolithique supérieur
D'après l'abbé Jean Roche, le Paléolithique supérieur représenté dans la grotte par l'Ibéromaurusien date de 21 900 ans AP, ce qui fait de ce site, avec le gisement de Tamar Hat en Algérie, le plus ancien témoin du Paléolithique supérieur en Afrique du Nord, qui a perduré jusqu'à environ 10 800 ans AP.
La grotte des Pigeons a également fonctionné au cours d'une période du Paléolithique supérieur, comme une nécropole. Les fouilles de l'abbé Jean Roche ont mis au jour plus de 180 squelettes qui ont été étudiés en détail par Denise Ferembach. Dans le niveau de la nécropole a été également exhumé un squelette dont le crâne présente les traces d'une trépanation considérée comme la plus ancienne au monde. Les radiographies ont démontré la présence d'un processus de cicatrisation ce qui impliquerait que l'individu a survécu à cette opération.
Si les phases récentes du Paléolithique supérieur dans la grotte sont claires et ne diffèrent guère de ce qui a été décrit par l'abbé Jean Roche, les phases anciennes sont très difficiles à interpréter et correspondraient à l'un des plus anciens faciès de l'Ibéromaurusien en Afrique du Nord.
L'identification des charbons de bois (anthracologie), montre la présence du cèdre à la base de l'Ibéromaurusien et au sommet de la séquence dans cette grotte.
Plusieurs questions concernant le Moustérien, sa relation avec l'Atérien et la fin de celui-ci restent encore sans réponse. Seules les recherches qui se poursuivent dans la grotte peuvent fournir de nouveaux éléments.

## Génétique
Une étude génétique de plusieurs chercheurs, dont Rym Kefi, en 2005, ayant analysé le génome mitochondrial (lignée maternelle) extrait d'une trentaine de squelettes de Tafoghalt (datés de 12 000 ans AP), propose d'écarter une origine subsaharienne des Ibéromaurusiens et de conclure sur une origine locale de cette population. Une nouvelle étude par un collectif de chercheurs, comprenant à nouveau Rym Kefi, en décembre 2016, portant sur l'ADN mitochondrial de 38 squelettes trouvés sur les sites de Tafoghalt au Maroc et d'Afalou en Algérie, confirme l'absence de traces subsahariennes chez les Ibéromaurusiens, mais relève en sus de l'ascendance locale une part d'ascendance eurasienne.
En 2018, une étude génétique, réalisée par des chercheurs de l'Institut national des sciences de l'archéologie et du patrimoine à Rabat, l’Université Mohammed Ier (Oujda), de l’Université d'Oxford, du Musée d'histoire naturelle de Londres et de l’Institut Max-Planck d'anthropologie évolutionniste à Leipzig (Allemagne) analyse l'ADN extrait de plusieurs squelettes de Taforalt datant d'environ 15 000 ans. Les résultats suivants ont été obtenus concernant les haplogroupes des lignées maternelles (ADN mt) et paternelles (Y-ADN) :
| Exemplaire | ADN mt | Y-ADN      |
| ---------- | ------ | ---------- |
| TAF009     | U6a6b  | E1b1b1a1b1 |
| TAF010     | U6a7b  | E1b1b1a1   |
| TAF011     | U6a7   | E1b1b1a1   |
| TAF012     | U6a7   | N/A        |
| TAF013     | U6a7b  | E1b1b1a1   |
| TAF014     | M1b    | E1b1b1a1   |
| TAF015     | U6a1b  | E1b1b      |

L'haplogroupe maternel U6, peu fréquent aujourd'hui, se retrouve surtout en Afrique du Nord (notamment 28 % chez les Mozabites, 9 % au Maroc, 5-6 % en Algérie et en Tunisie) et aux Îles Canaries (16 %) alors que l'haplogroupe paternel E1b1b1a (E-M78) se retrouve principalement en Afrique du Nord et de l'Est. Il faut noter que les Maghrébins modernes appartiennent toutefois majoritairement à l'haplogroupe E-M183 (environ 45 % en moyenne) et plus rarement à E-M78 (0-10 %)
Fregel et al. (2018) ont également analysé l'ADN autosomal (tous les chromosomes et pas seulement les lignées paternelles et maternelles) et trouvé que la composante génétique la plus importante (2/3) était similaire au génome des Natoufiens du Levant, avec une composante minoritaire (1/3) similaire au génome des Africains de l'Est et de l'Ouest actuels. Cette contribution subsaharienne serait ainsi plus importante que chez les Africains du Nord actuels. Les Ibéromaurusiens et les Natoufiens auraient hérité leur ADN commun d'une population qui aurait vécu au Proche-Orient il y a plus de 20 000 ans.
Selon les auteurs, une connexion génétique entre l'Afrique du Nord et le Proche-Orient existait déjà à la fin du Paléolithique supérieur. L'Afrique du Nord et le Proche-Orient auraient alors formé une région génétique continue. Les auteurs ont par ailleurs rejeté tout flux de gènes au cours du Gravettien en provenance d'Espagne vers l'Afrique du Nord.
Cependant, Lazaradis et al. (2018), dans une étude non évaluée par des pairs à ce jour, ont contesté la présence de gènes subsahariens parmi les Ibéromaurusiens. Selon leur analyse, les populations préhistoriques de Tafoghalt et Ifri N'Ammar seraient issues d'un mélange entre une population indigène à l'Afrique du Nord (45-60 %), surnommée Ancestral North African, et une population indigène à l'Asie de l'Ouest, surnommée Dzudzuana (40-55 %).
Ces deux études ne sont pas forcément contradictoires, et reflètent plutôt des points de vue légèrement différents sur une même réalité génétique, que des recherches complémentaires devront affiner.
En 2025, une étude génétique de Lipson et ses collègues publiée dans la revue Nature a analysé l'ADN extrait de plusieurs squelettes anciens de l'est du Maghreb dont un du site d'Afalou bou Rhummel en Algérie datant d'entre 10 et 15 000 ans. Les résultats des haplogroupes paternels (E1b1b1a) et maternels (U6) ainsi que les résultats autosomaux de l'individu sont identiques à ceux des individus de la même période du site de la grotte des pigeons analysés en 2018.